# Экстрём, Пер
Пер Экстрём (швед. Per Ekström; 26 февраля 1844, Сегерстад — 21 января 1935[…], Мёрбюлонга, Кальмар) — шведский художник-пейзажист.

## Биография
Родился в небольшом городе Сегерстад на острове Эланд. Его отец работал маляром. С 1865 по 1872 годы учился в Шведской королевской академии свободных искусств, был под влиянием французской живописи а не влиятельной Дюссельдорфской. В 1876 году по ходатайству короля Швеции Оскара II эмигрировал во Францию.
Попал под влияние Барбизонской школы и Камиля Коро. В 1878 году впервые выставлялся в Салоне, взял золотую медаль на Всемирной выставке (1889).
После возвращения в Швецию жил на острове Эланд, затем в Стокгольме. По совету коллекционера и мецената Понтуса Фюрстенберга переехал в Гётеборг. Его излюбленным местами была провинция Емтланд и Стокгольмский мыс.
Критиковался Карлом Нордстрёмом и Нильсом Крюгером. Его заявка на участие во Всемирной выставке (1900) была отклонена. Стал прообразом художника в романе Красная комната Августа Стриндберга. Его картины хранятся в Национальном музее Швеции, Гётеборгском художественном музее и Вальдемарсудде.

## Личная жизнь
В 1904 году женился на Ханне Петронелле Саломонссон, дочери фермера из Альвеста. В 1910 году они переехали на остров Эланд.

## Память
- В честь него названа улица в пригороде Сёдра Энгбю, Стокгольм.

## Галерея

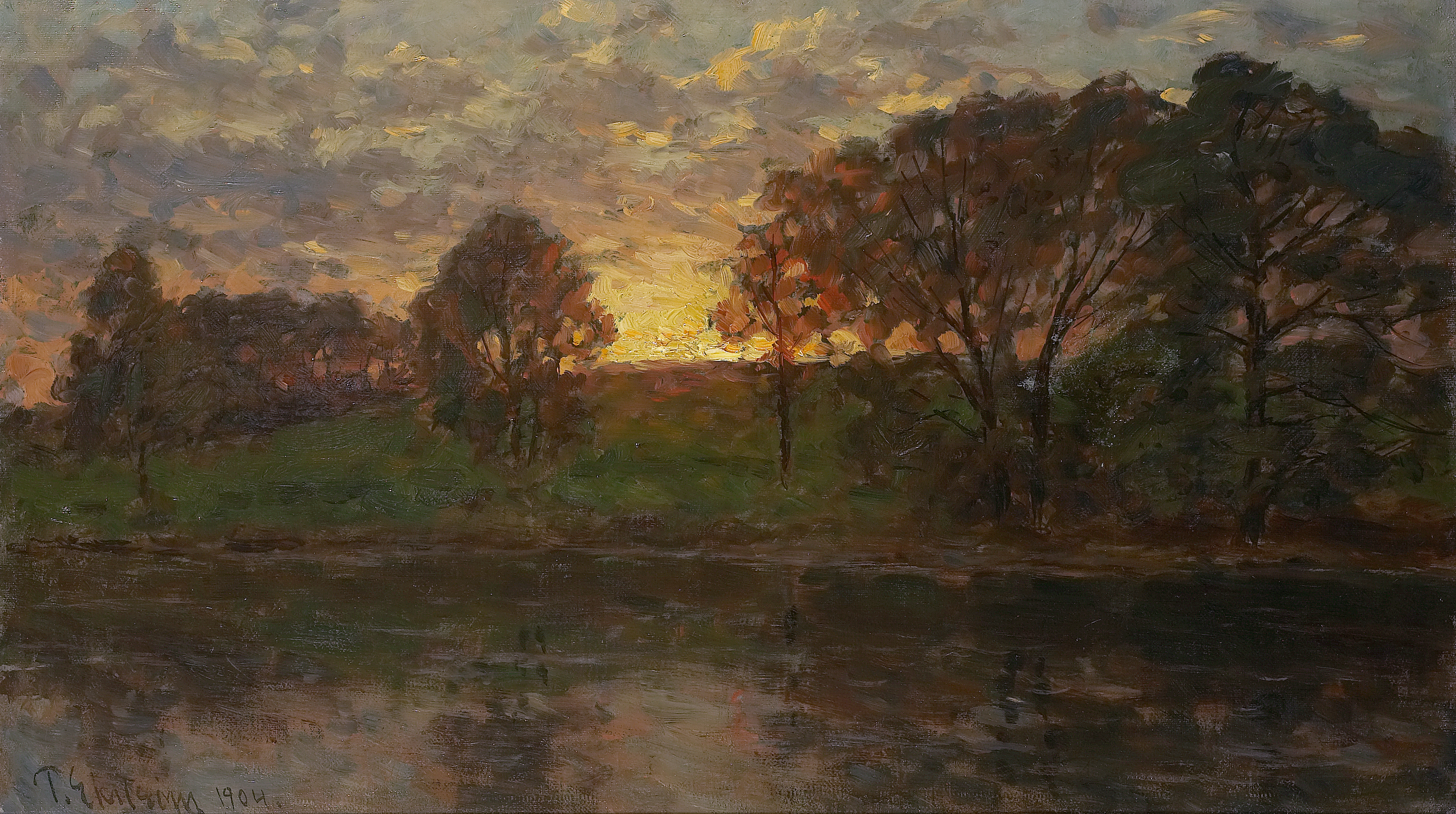
Закат (1904)
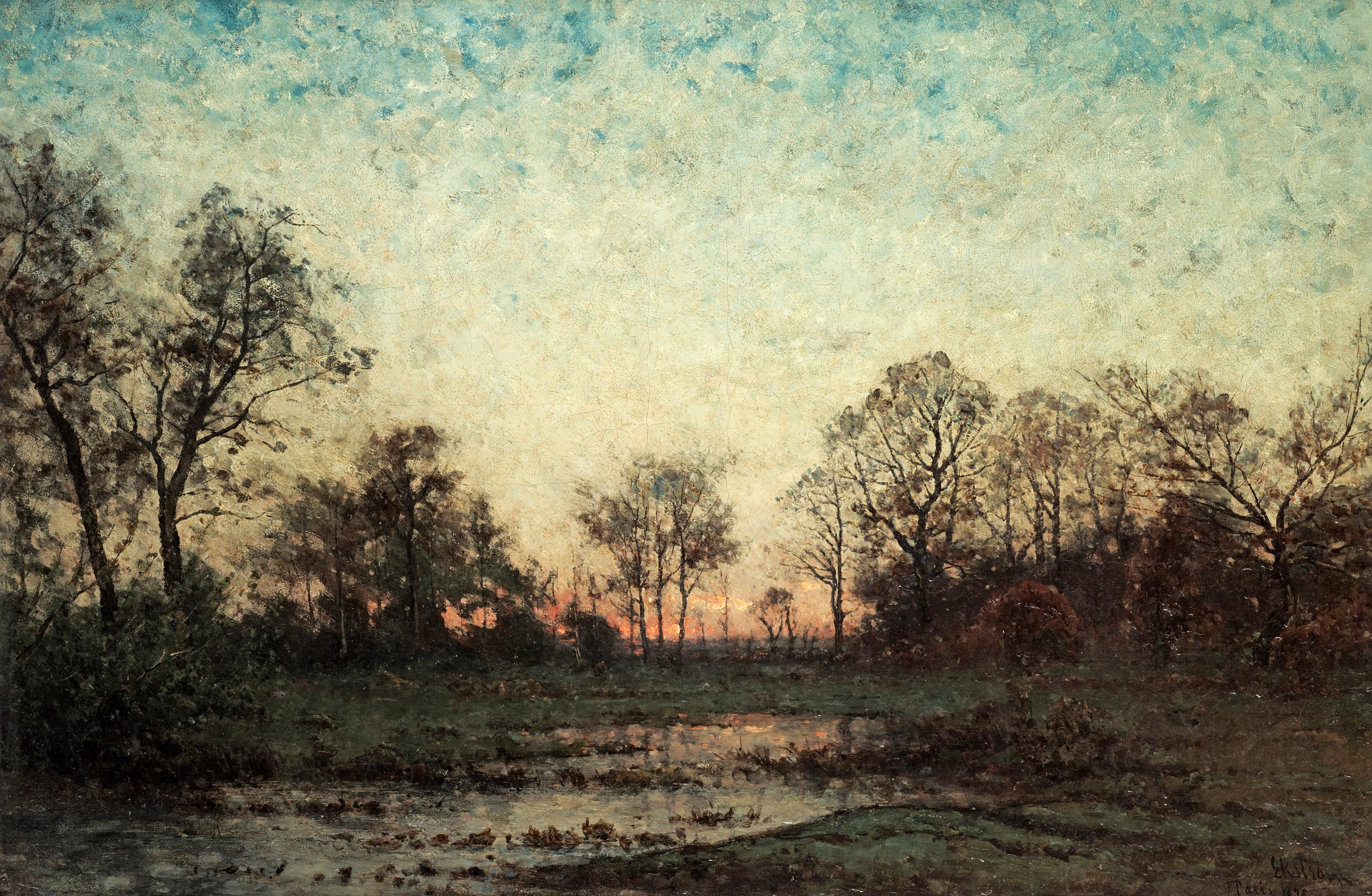
Французский пейзаж (1878)
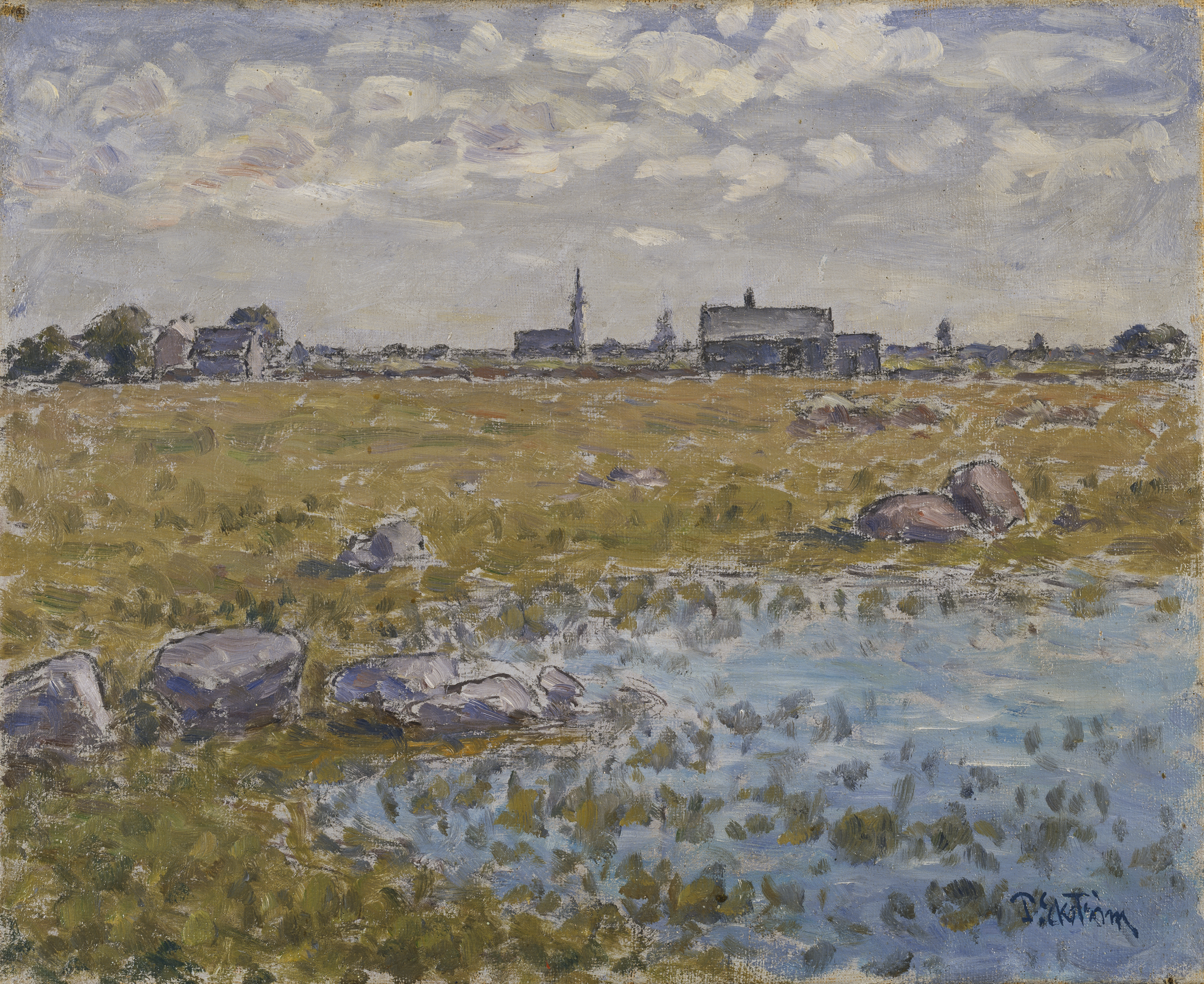
Церковь Гасгорд (1922)